# Левант
Лева́нт (от ср.-франц. Soleil levant «восход солнца»; по-арабски: الشام [ʔaʃ-ʃaːm]; на иврите: כְּנָעַן Kənáʿan, Кнаан, др.-греч. Λεβάντες) — общее название территорий стран восточной части Средиземного моря (Сирия, Ливан, Палестина, Израиль, Иордания, Египет, Турция, Кипр и др.), в более узком смысле — Сирии, Иордании, Палестины, Израиля и Ливана.
Определения слова Левант разнятся по странам и эпохам, а сам термин первоначально употреблялся в более широком, расплывчатом значении. Левант описывали как «перекрёсток между Передней Азией, восточным Средиземноморьем и северо-восточной Африкой».

## Этимология
Термин «Левант», который впервые появился в английском языке в 1497 году, изначально обозначал весь Восток в целом или «средиземноморские земли к востоку от Италии». Слово заимствовано из французского, где слово levant переводится как «восходящий», так как оно обозначает регион, со стороны которого для Европы восходит солнце. Это слово образовано от заимствованного из латинского глагола levare — вставать, восходить. Похожую этимологию можно обнаружить в греческом языке — Ἀνατολή (ср. Анатолия), в германских языках — Morgenland, которое буквально переводится как «утренняя страна», в итальянском (как например, Riviera di Levante, часть лигурийского побережья к востоку от Генуи), в венгерском — Kelet, испанском и португальском— Levante и каталанском — Llevant («место, где восходит солнце»). Примечательно, что латинское слово oriens («восток», буквально «восходящий»), от которого в русском языке произошли такие слова, как «ориентализм», «ориентальный», «ориентация» и т. д., образовано от глагола orior — «восходить».

### Использование слова в Новое время
В XVI веке термин стал общеупотребительным в Англии, что было связано с активизацией деятельности купцов и авантюристов в регионе. Английские корабли появились в Средиземноморье в 1570-х годах, а английская торговая компания подписала соглашение («капитуляции») с Великим Султаном в 1579 году (Бродель). В 1581 году для торговли с Османской империей была основана английская Левантийская компания, а в 1670 году с той же целью была основана французская Compagnie du Levant. Дальний Восток в это время был известен как «Верхний Левант».
В путевых очерках XIX века термин включал в себя также восточные земли, находившиеся в то время или чуть ранее под властью Османской империи, такие, как например, Греция. Археологическая наука XIX века использовала слово «Левант» во время обсуждения разнообразных культур этого региона, как древних, так и новых. Использовалось это слово для обозначения места, а не какой-либо отдельной культуры.

### После Первой мировой войны
Французские мандаты в Сирии и Ливане с 1920 по 1946 год называли данные государства Левантийскими.

### После Второй мировой войны
Сейчас слово «Левант» используется больше в среде археологов и историков, которые используют его в отношении к первобытному обществу, древней и средневековой истории региона, как например, при обсуждении крестовых походов. Этот термин также иногда применяют по отношению к современным событиям, людям, государствам или частям государств, а именно: по отношению к Кипру, Ираку, Израилю, Палестинской национальной администрации, Иордании, Ливану и Сирии (сравним с Ближним Востоком, Средним Востоком, Восточным Средиземноморьем и Передней Азией). Некоторые исследователи включают остров Кипр в исследования Леванта, такие, например, как Совет британских исследований в Леванте, кафедра ближневосточных языков и культур Калифорнийского университета в Лос-Анджелесе и Институт археологии Университетского колледжа Лондона; последний проследил связь между Кипром и материковым Левантом до раннего железного века. В настоящее время кипрско-арабский язык, диалект левантийско-арабского, — самый распространённый региональный язык на Кипре.
Археологи, желающие подобрать нейтральное название для места, которое не было бы ни библейским, ни национальным, используют такие термины, как Сиро-Палестинская археология и археология Южного Леванта.

## Население
Крупнейшая этническая группа в Леванте — арабы, исповедующие ислам суннитского толка, но также встречаются и мусульмане-шииты (двунадесятники, низариты и друзы-исмаилиты), а также алавиты.
В Леванте много разнообразных христианских религиозных групп, например, христиане, относящиеся к Антиохийской православной церкви, марониты, принадлежащие Восточнокатолическим и Древневосточным православным церквям. Есть ассирийцы, принадлежащие Ассирийской церкви Востока (автономной) и Халдейской католической церкви В регионе также проживают армяне, большинство из которых относится к Армянской апостольской церкви. Есть немногочисленные группы арабских и армянских протестантов и католики, придерживающиеся латинского обряда, так называемые левантинцы, или франко-левантинцы.
Здесь живут также курды-езиды, турки, друзы, евреи, самаритяне и навары (подгруппа цыганской народности дом).
До основания Израиля в 1948 году евреи проживали по всему Южному Леванту; однако, с тех пор, за исключением евреев, живущих в самом Израиле, в регионе их осталось только несколько сотен: остальные мигрировали в Израиль по собственному желанию, либо бежали от притеснений, спровоцированные арабо-израильскими войнами.

## Культура
Для населения Леванта общим является не только географическое положение, но также кухня, некоторые обычаи и очень долгая история. Левантийские мусульмане, христиане и кипрские марониты-христиане говорят на левантийско-арабском языке, также известным как средиземноморский язык. В Израиле иврит, английский и русский языки общеупотребительны среди евреев, которые также следуют законам, традициям и обычаям иудаизма. Греческие и армянские сообщества сохранили свои языки и обычаи, как правило, основанные на их религии. Греки составляют большинство населения на острове Кипр и образуют этнические группы в Сирии, Ливане и Израиле. Большинство греков на Кипре и в Израиле исповедуют христианство (Греческие православные церкви), тогда как в Ливане и Сирии есть определённая доля греков-мусульман.